# Pinnacle Studio
Pinnacle Studio  — відеоредактор для комп'ютерного монтажу підрозділу Pinnacle компанії Corel. Раніше редактор належав компанії Pinnacle Systems, Inc., яка була заснована в 1986 р. Засновники : Аджай Чопра (Ajay Chopra), Мірек Їрицка (Mirek Jiricka) і Ренді Мур (Randy Moore).
У 1997 Pinnacle купила Miro Computer Systems GmbH і у 2001 році відеоредагувальний бізнес фірми FAST MultiMedia AG. 
В серпні 2005 року  Pinnacle була придбана американською компанією Avid Technology, яка своєю чергою продала Pinnacle Studio для Corel Corporation в липні 2012 року.
Зазвичай на ринку з'являється три версії: Базова (Studio або HD), Розширена (Plus), а також Максимальна (Ultimate). Нові версії відеоредактора оптимізуються з метою підвищення продуктивності та спрощення інтерфейсу.

## Версії
Pinnacle Studio 24 — стабільна версія була випущена 11 серпня 2020 року. Добавлені можливості з маскуванням відео, а також можливість створювати власні графічні зображення заголовків за допомогою переробленого редактора заголовків.
Pinnacle Studio 17 — Всі три версії Pinnacle Studio 17 — Standard, Plus і Ultimate — стали працювати швидше в порівнянні з попередніми версіями, що в першу чергу буде помітно при рендерингу відео у форматі AVC, отримали розширену підтримку обчислень CUDA і оновлений оптимізований інтерфейс. Для користувачів, яким потрібний потужний інструмент для редагування відео, призначена версія Pinnacle Studio 17 Ultimate, яка підтримує нову функцію Live Screen Capture, здатна працювати з форматом AVCHD 2.0, а також містить цінні доповнення від Red Giant і iZotope (iZotope, Inc. — компанія, яка спеціалізується в технологіях обробки аудіо). Плагіни Red Giant були використані у багатьох художніх фільмах, музичних кліпах, національних телевізійних рекламних роликах і шоу.
Крім того, за допомогою Pinnacle Studio 17 Ultimate можна створювати відео у високому дозволі для новітніх дисплеїв, користувачі отримають можливість завантажити спеціальне оновлення, що додає підтримку формату 4K Ultra HD.
Для того, щоб зробити можливим перенесення відео на мобільні пристрої, компанія Pinnacle додає і вдосконалює можливості транскодування для мобільного відео. Основне завдання для гравців цього ринку — додати підтримку максимального числа пристроїв (особливо мобільних телефонів) і зробити це швидко.
Зростаюча кількість сайтів з можливістю публікації відео (наприклад, YouTube) показує, що використання відео в онлайн — вже реальність. Задовільне рішення серед freeware / online проектів — це, наприклад, Pinnacle Studio і  PowerDirector.

## Pinnacle VideoSpin
У другій половині 2007 року, Pinnacle представила VideoSpin, умовно-безкоштовну версію Pinnacle Studio  з меншими можливостями.